# SBB-Panoramawagen
Die SBB-Panoramawagen sind eine Serie von zwölf Reisezugwagen erster Wagenklasse der Schweizerischen Bundesbahnen (SBB) für den Einsatz im internationalen Schienenpersonenfernverkehr und auf landschaftlich attraktiven Strecken wie etwa der Gotthardbahn, der Arlbergbahn, der linken Rheinstrecke oder der Allgäubahn. Das offizielle Gattungskürzel der Aussichtswagen lautet Apm 61 Pano, die ursprüngliche Gattung bei Ablieferung lautete SRm.

## Beschreibung
Die Grossraumwagen mit 2+1-Sitzteilung bieten 54 Sitzplätze in Vis-à-vis-Anordnung. Die klimatisierten und druckertüchtigten Fahrzeuge mit den Nummern 61 85 19-90 100 bis 61 85 19-90 111, ursprünglich 61 85 89-90 200 bis 61 85 89-90 211, gehören dem UIC-Typ Z an. Konstruktiv basieren sie im Wesentlichen auf den ab 1989 beschafften EuroCity-Wagen Apm EC und Bpm EC. Sie sind aber 21 Zentimeter höher, deutlich schwerer, haben sechs Sitzplätze weniger und nur eine Zugtoilette am Handbremsende. Der im Sitzbereich erhöhte Fussboden ist mit den Einstiegsbereichen durch zwei Rampen verbunden. Die Erhöhung soll insbesondere die Aussicht für Reisende auch auf Strecken mit Lärmschutzwänden gewährleisten. Damit unterscheiden sie sich beispielsweise von den meisten in der Schweiz üblichen Schmalspur-Panoramawagen, die in der Regel durchgängig gleich hoch sind. Gepäckablagen stehen im Sitzbereich konstruktionsbedingt nicht zur Verfügung, dafür verfügen die Wagen über Gepäckregale an den Wagenenden. Zusätzlich werden eine Garderobe und Skihalter angeboten.
Die normalspurigen Panoramawagen laufen auf Drehgestellen von SIG, wobei der – von den Eurofima-Wagen bekannte – Fiat-Typ Y0270 als Vorbild diente. Die Scheibenbremsen sind jedoch wegen des hohen Wagengewichtes mit drei Bremsscheiben pro Achse ausgerüstet. Die zentrale Energieversorgung der RIC-fähigen Fahrzeuge kann mit allen vier Stromarten und Spannungen des internationalen Verkehrs gespeist werden, so insbesondere die Zweikanal-Klimaanlage mit Frischluftzufuhr über den Deckenkanal. Auf jeder Seite erlauben neun grosse, von der Seitenwand bis zum Dachstreifen reichende und gewölbte Scheiben einen ungehinderten Blick auf die vorüberziehende Landschaft. Gegenüber den gewöhnlichen EuroCity-Wagen wird der Blickwinkel dadurch fast verdoppelt. Im Vergleich zu vollverglasten klassischen Dome Cars konnten zudem die sonst üblichen Stege auf Höhe der Dachkante entfallen. Der Dachstreifen wiederum schmälert die Aussicht nicht, vielmehr verhindert er, dass der Blick durch die unruhig vorbeiziehende Fahrleitung irritiert wird.
Die grossen Fensteröffnungen durchbrechen zwar die Struktur der tragenden Röhre, und die Scheiben müssen einen Teil der auftretenden Kräfte übernehmen, durch verstärkte Konstruktion von Seitenwänden, Stirnabteilen und Dachstreifen konnten die verbindlichen Werte der Wagenkasten-Steifigkeit aber dennoch eingehalten werden. Hierzu fanden im Vorfeld Berechnungen mit der dreidimensionalen Finite-Elemente-Methode statt. Dennoch dürfen die Panoramawagen aus statisch-konstruktiven Gründen nicht mit Regelgeschwindigkeit geschoben werden, damit scheidet ein Einsatz in Pendelzügen aus. Langsames Rangieren ist jedoch auch schiebend gestattet.

## Geschichte
Am 4. Februar 1988 stimmte der SBB-Verwaltungsrat der Beschaffung der Panoramawagen zu, nachdem sich solche damals bereits bei der Montreux-Berner Oberland-Bahn und der Furka-Oberalp-Bahn bewährt hatten. Als zusätzliches Vorbild dienten dabei die fünf von der Deutschen Bundesbahn stammenden Aussichtswagen der Bauart AD4üm-62, die ab 1982 vorübergehend alle vom Schweizer Reisebüro Mittelthurgau eingesetzt wurden, von denen sich die SBB-Wagen letztlich aber konstruktiv deutlich unterscheiden. Dem Entscheid voran ging die Feststellung, dass rund 60 Prozent der Reisenden im internationalen Verkehr als Touristen unterwegs sind und nicht nur rasch und komfortabel reisen wollen, sondern unterwegs auch etwas erleben möchten. Im Blick hatten die Verantwortlichen dabei insbesondere die 1987 eingeführte Zugkategorie EuroCity. Ausgeliefert wurden die Wagen schliesslich in den Jahren 1991 und 1992.
Ursprünglich planten die SBB, für die Benutzung der Panoramawagen einen Zuschlag zu erheben. Jedoch weigerten sich die anderen Bahnverwaltungen, einen solchen zusätzlich zum bereits bestehenden EuroCity-Zuschlag, der im Schweizer Binnenverkehr nicht erforderlich ist, einzuführen. Dadurch verloren die Wagen für die SBB rasch ihre ursprüngliche Bedeutung und wurden zeitweise nur noch in untergeordneten nationalen Verbindungen eingesetzt. Dies war insbesondere zwischen dem Fahrplanwechsel im Dezember 2006 und der Inbetriebnahme des Gotthard-Basistunnels im Jahr 2016 der Fall, als sie in den InterRegio-Zügen (IR) von Basel/Zürich nach Locarno und zurück liefen. Im Eurocity Transalpin kamen die Panoramawagen davor aber schon seit dem Fahrplanwechsel im Dezember 2014 wieder international zum Einsatz. Bei Wagenmangel ersetzen sie ausserdem gelegentlich reguläre Eurocity-Wagen auf verschiedensten Strecken.
2010 erfolgte eine Modernisierung, wobei die Panoramawagen 230-Volt-Steckdosen, neue Sitzbezüge, ein geschlossenes WC-System mit biologischer Abwasserbehandlung, Druckknöpfe zum Öffnen und Schliessen der Schwenkschiebetüren sowie ein neues Aussendesign erhielten. Im Unterschied zu den anderen EC-Wagen wurde auf ein elektronisches Fahrgastinformationssystem verzichtet, die Zuglaufschilder werden nunmehr in den Türfenstern eingesteckt. 2017 erhielten ferner alle Wagen die Beklebung für den im selben Jahr eingeführten Gotthard Panorama Express, dessen Rückgrat und Markenzeichen sie mit vier Exemplaren pro Zug bilden. Ein Wagen war 2021 Teil des Connecting Europe Express und erhielt hierzu eine blaue Sonderbeklebung.

## Einsatz

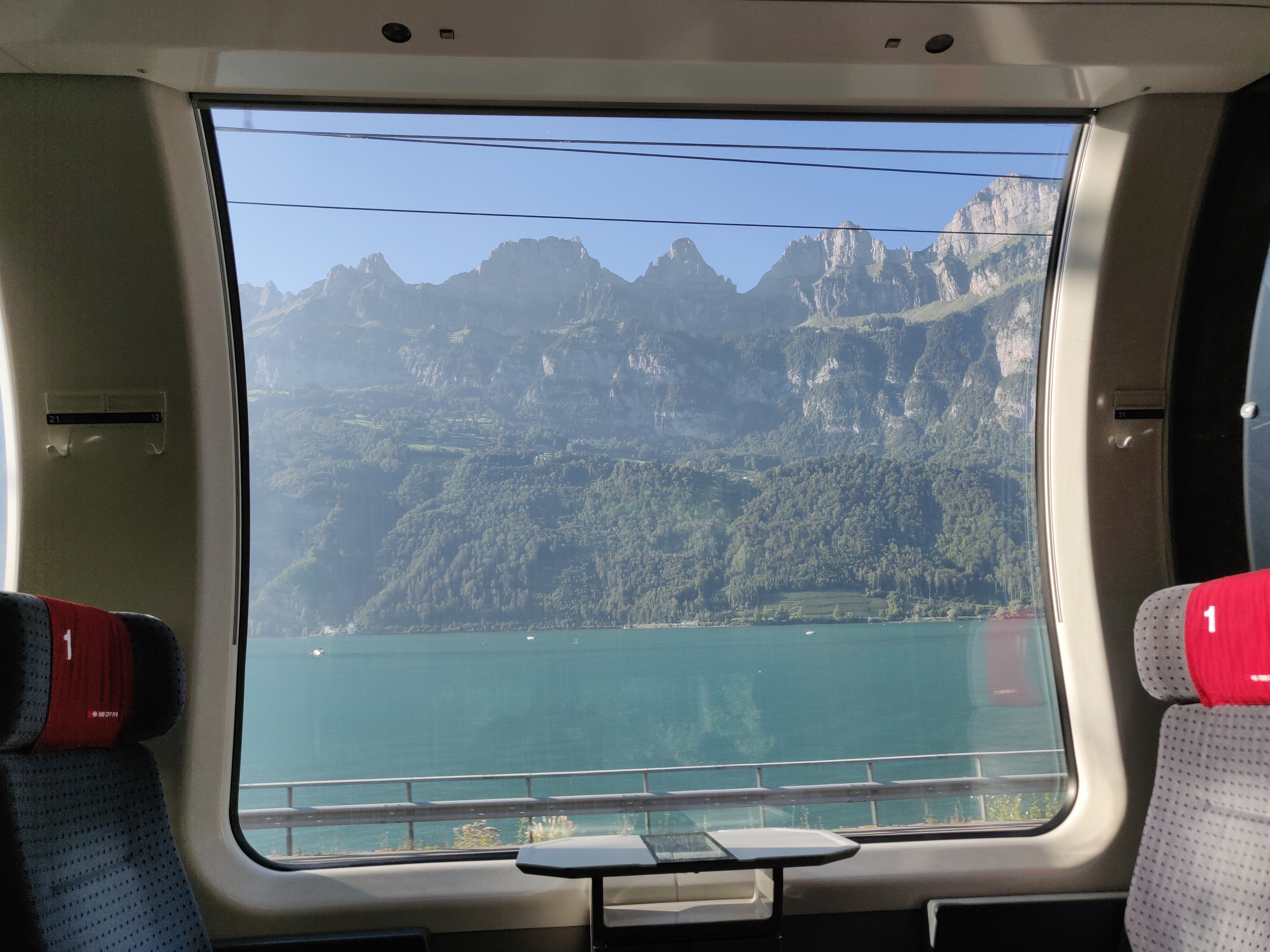
Ausblick aus dem Panoramafenster auf den Walensee und die Churfirsten

2025 kommen die Wagen, die alle in Zürich HB beheimatet sind, regulär in folgenden Zügen zum Einsatz:
| EC 106  | Porta Moravica            | Graz Hbf–Przemyśl  | Wagen 353               |
| EC 107  | Porta Moravica            | Przemyśl–Graz Hbf  | Wagen 353               |
| EC 163  | Transalpin                | Zürich HB–Graz Hbf | Wagen 309               |
| EC 164  | Transalpin                | Graz Hbf–Zürich HB | Wagen 309               |
| PE 3092 | Gotthard Panorama Express | Lugano–Arth-Goldau | Wagen 11, 12, 14 und 15 |
| PE 3093 | Gotthard Panorama Express | Arth-Goldau–Lugano | Wagen 11, 12, 14 und 15 |

Die vier hierfür nicht benötigten Wagen dienen als Reserve beziehungsweise für den Charterverkehr. Der Einsatz nach Deutschland, zuletzt im Zugpaar EC 8/9 Zürich–Hamburg–Zürich, endete hingegen im Juli 2024 infolge der damals begonnenen Generalsanierung der Bahnstrecke Mannheim–Frankfurt am Main. Damit entfiel auch der umlaufbedingte Einsatz im InterCity-Zugpaar IC 782/787 Zürich HB–Basel SBB–Zürich HB. Schon zum Fahrplanwechsel am 13. Dezember 2020 endete ferner der Einsatz in den EuroCity-Zügen von und nach München Hbf, die damals durch Triebzüge der Bauart RABe 503 ersetzt wurden. Ebenfalls nicht mehr bedient werden Italien, Frankreich, Luxemburg, Belgien und die Niederlande.

## Modelleisenbahn
In der Spur H0 wurden die SBB-Panoramawagen von Märklin und Roco umgesetzt, in Spur N von Minitrix.

## Galerie

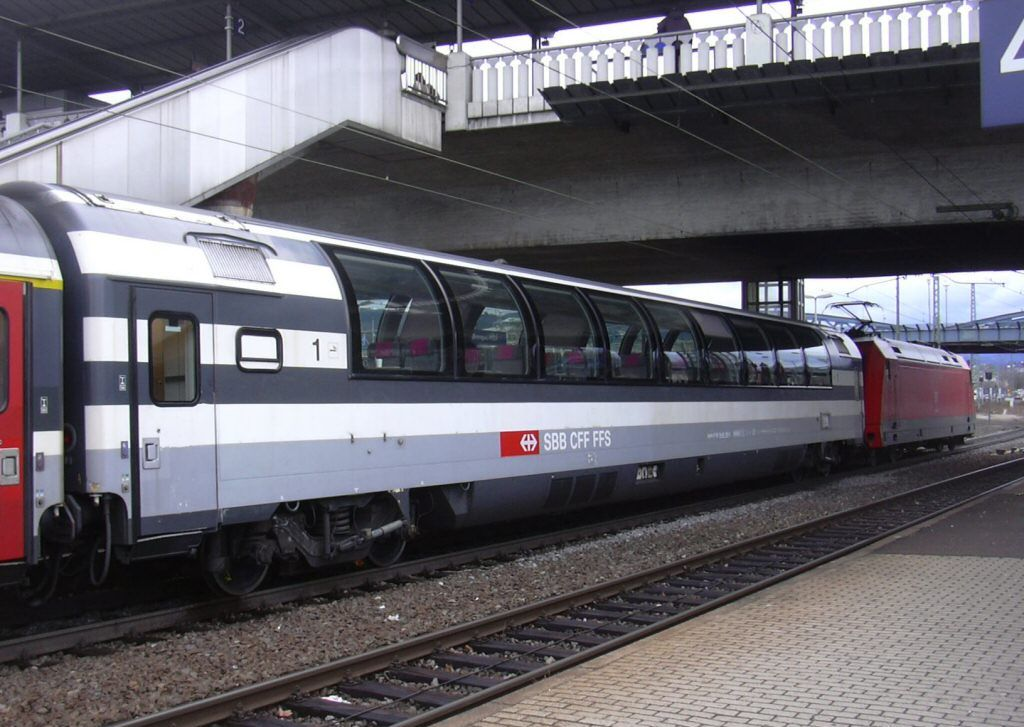
Wagen in der anfangs üblichen EuroCity-Lackierung, 2003
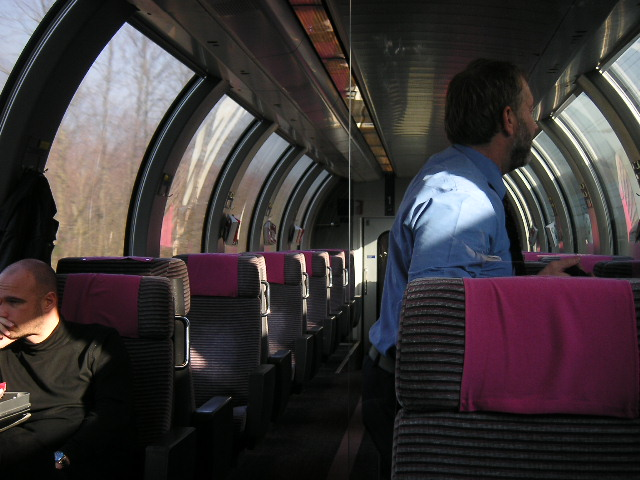
Inneneinrichtung im Ursprungsdesign
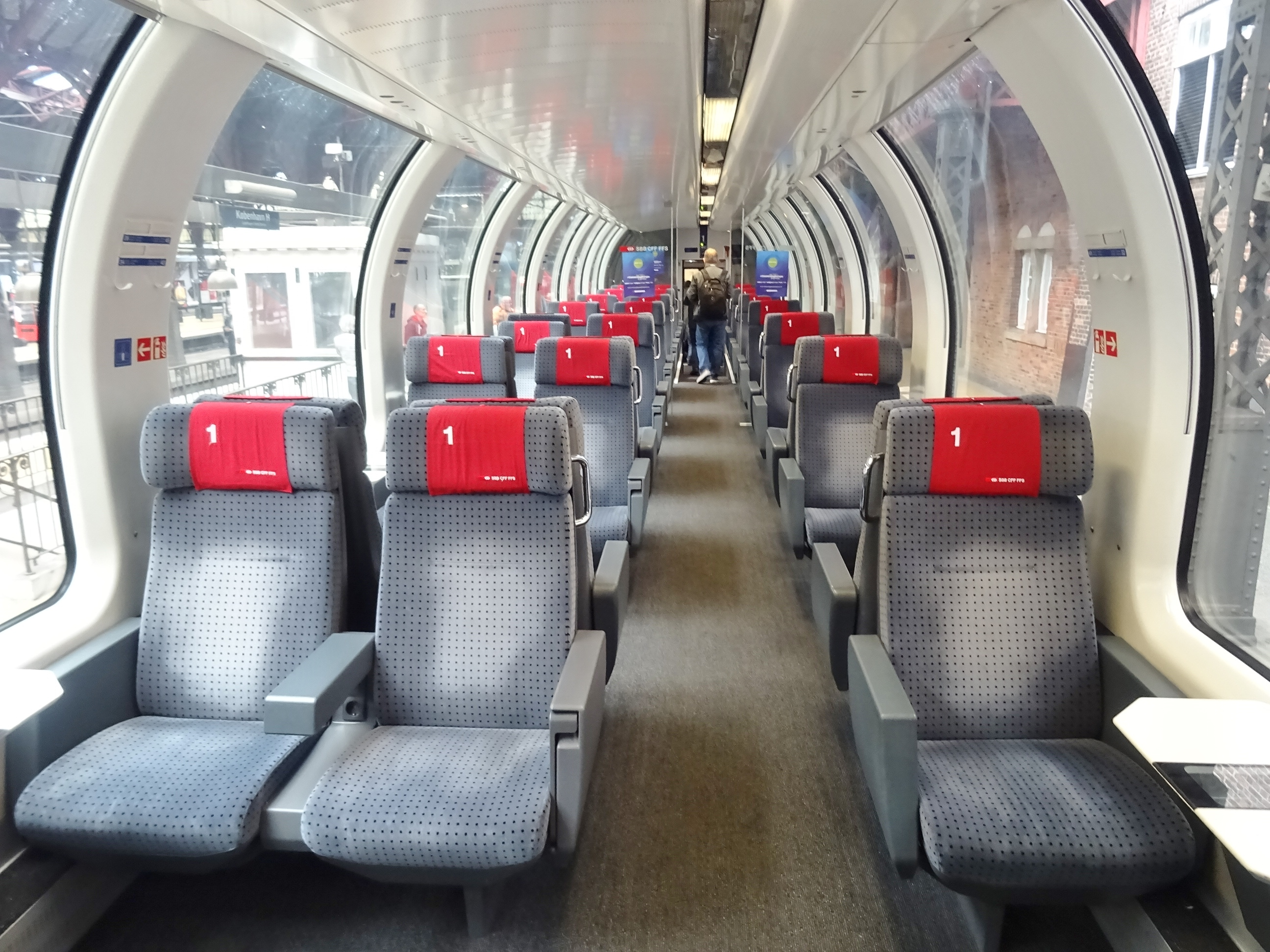
Inneneinrichtung nach der Modernisierung
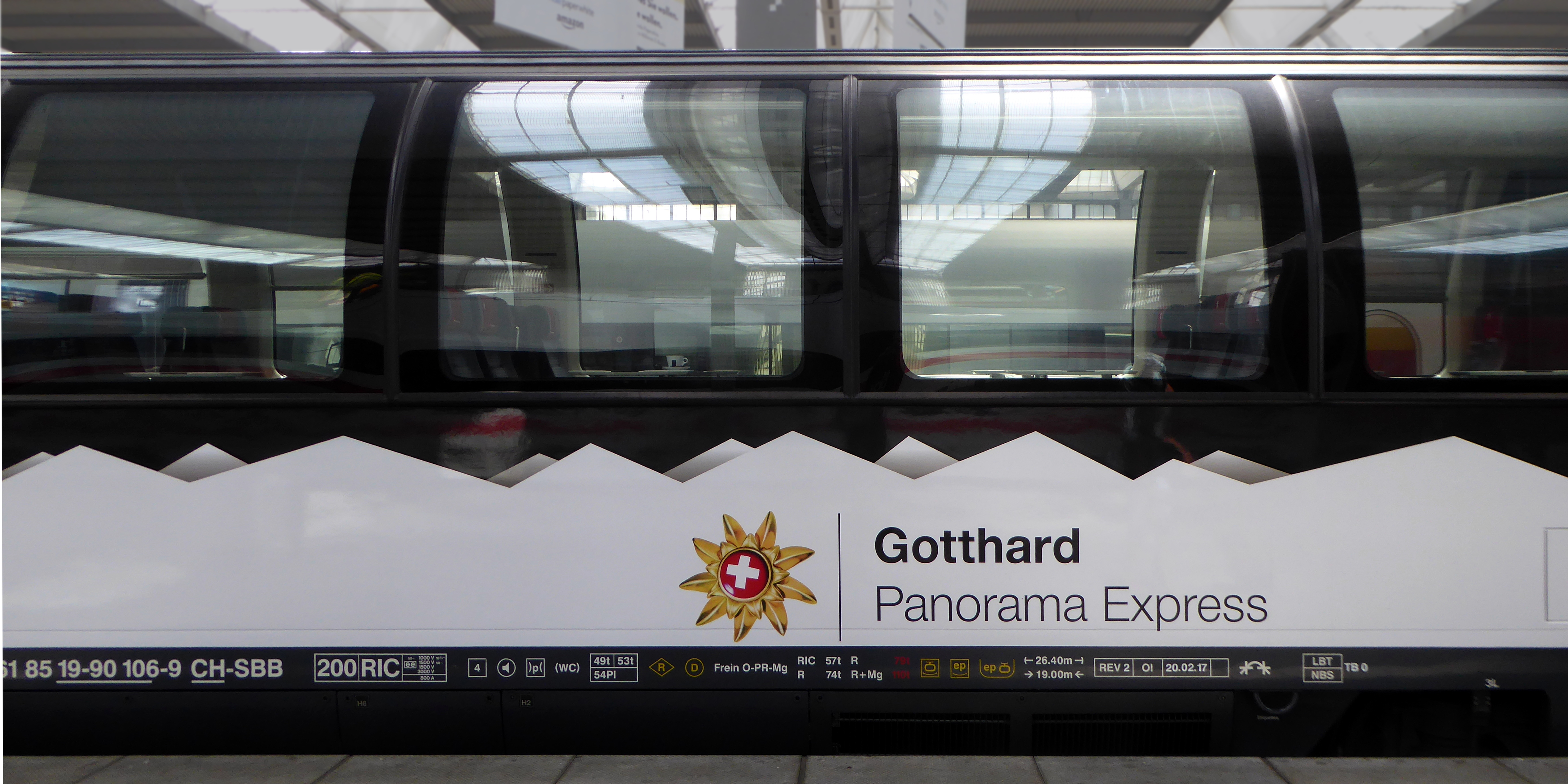
Die 2017 eingeführte Beklebung für den Gotthard Panorama Express samt Anschriftenfeld
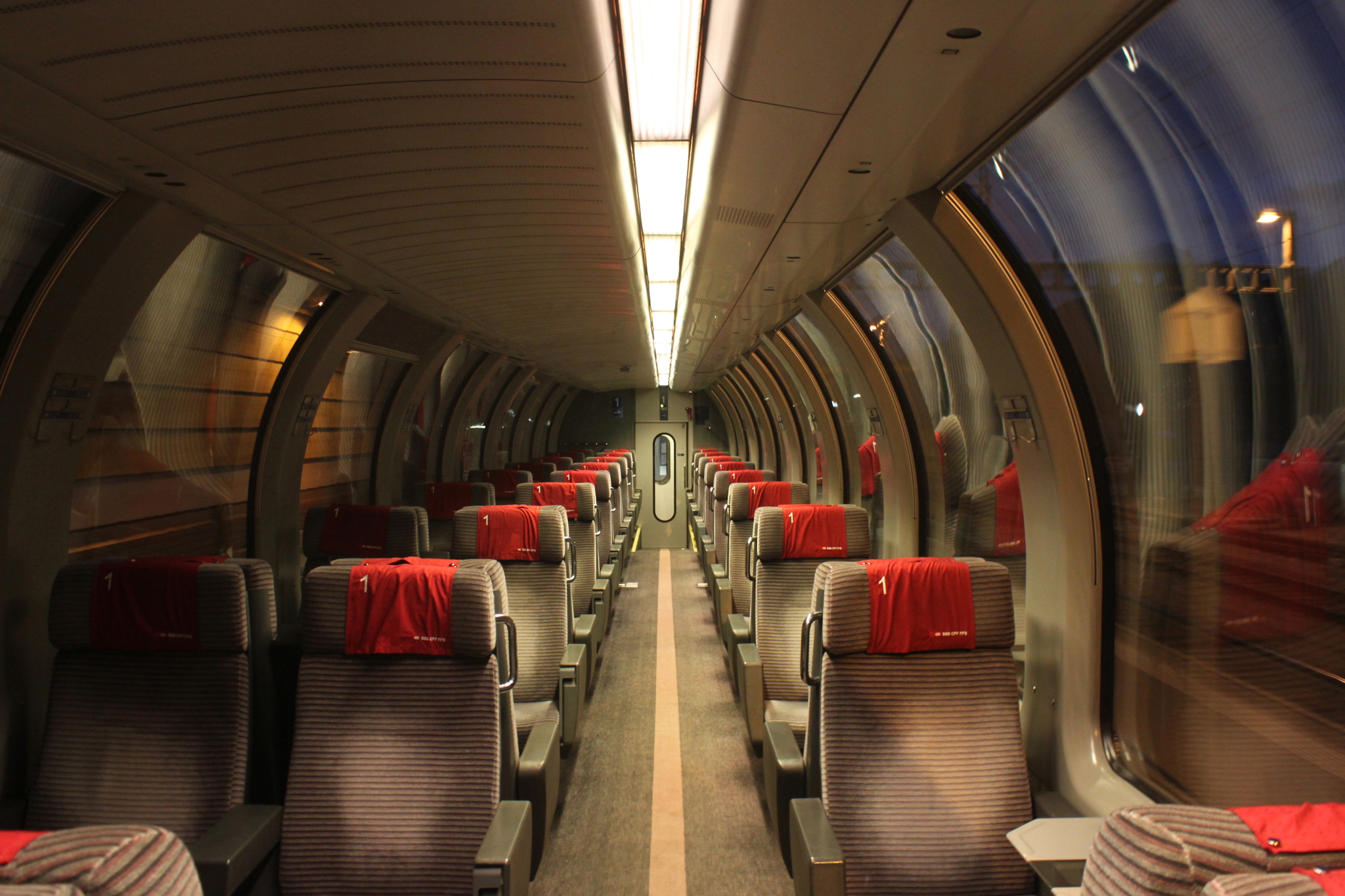
Innenraum bei Dunkelheit
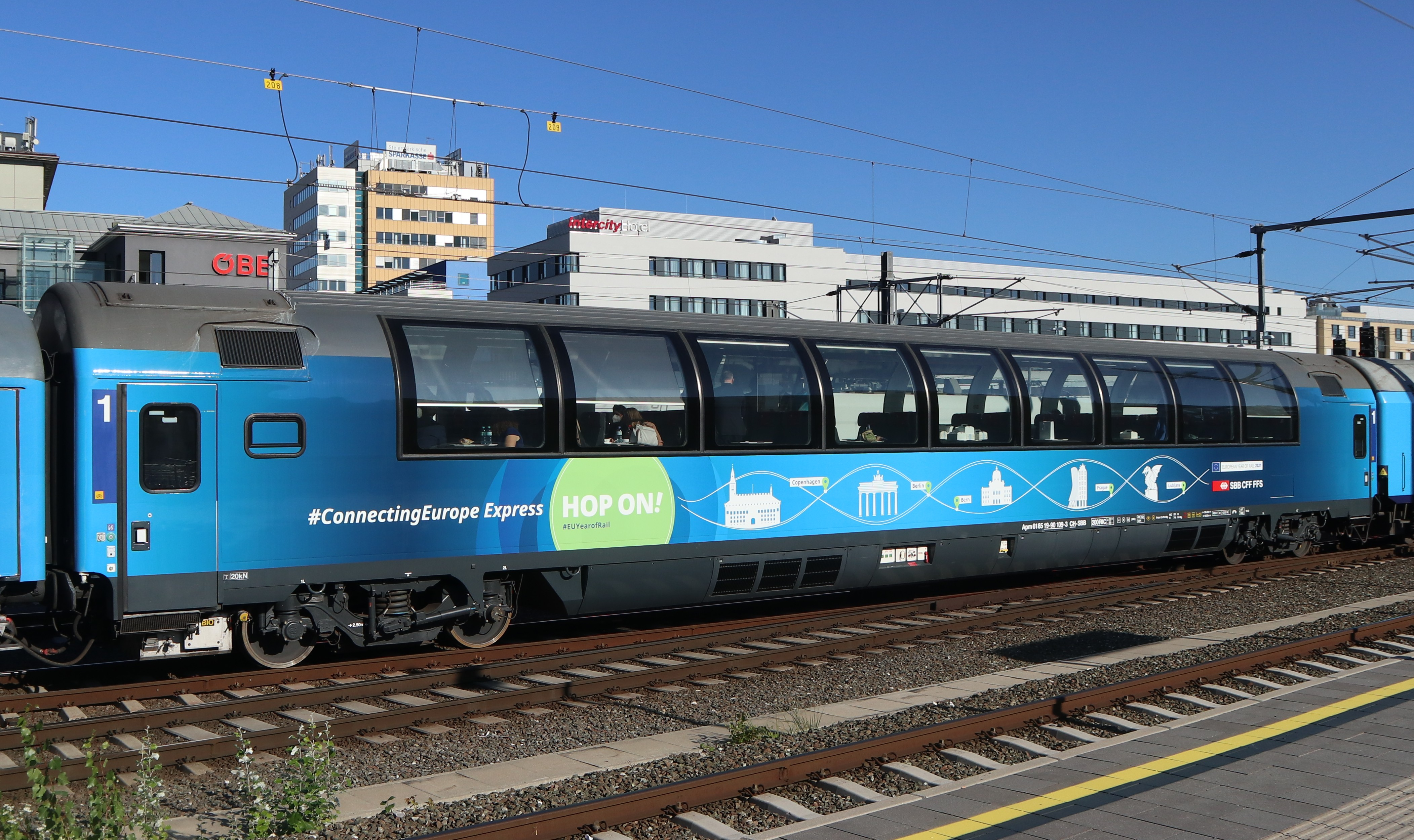
Mit Sonderbeklebung als Teil des Connecting Europe Express, 2021
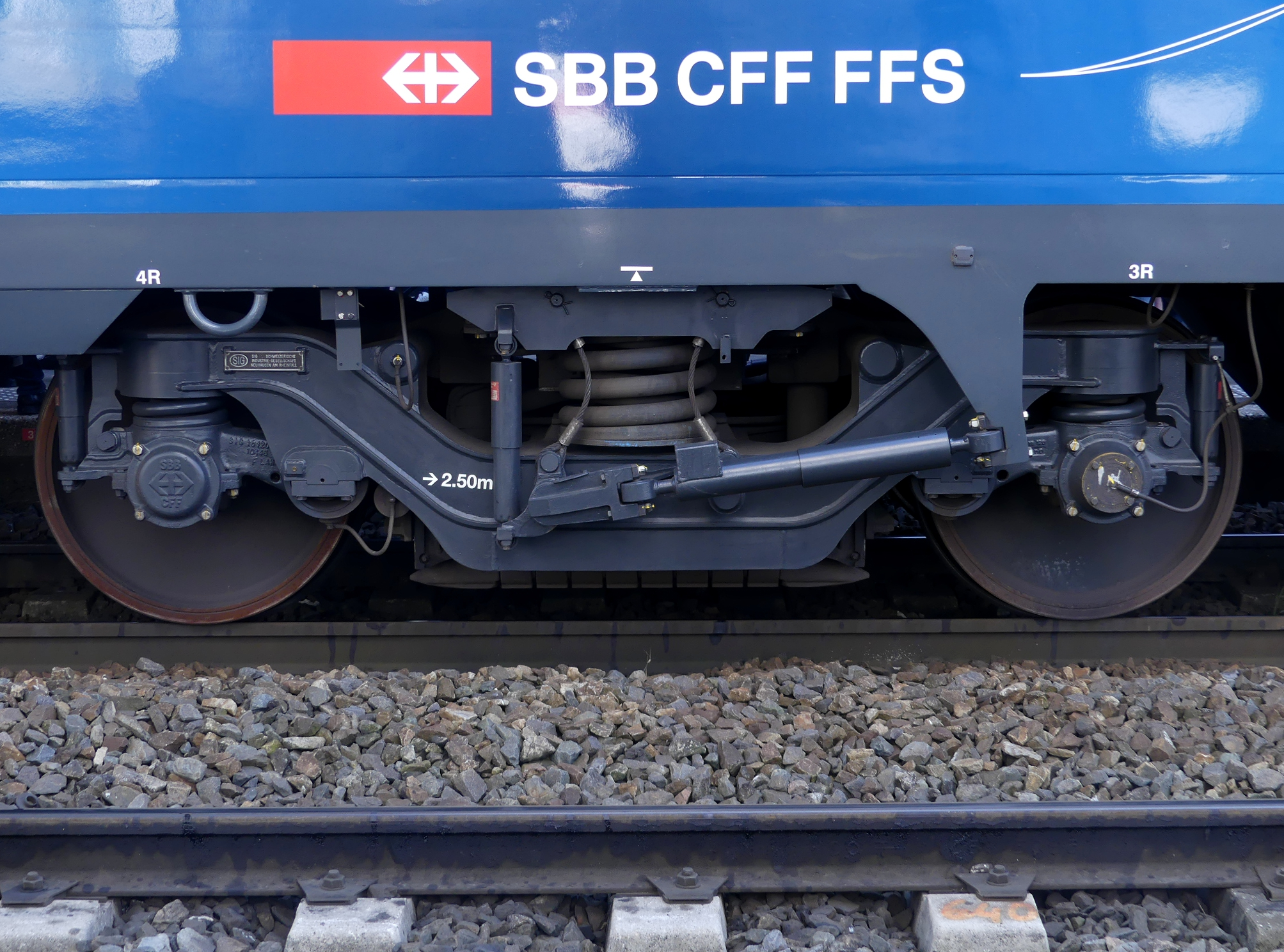
Detailansicht des Drehgestells